# Xanthopimpla terebratrix
Xanthopimpla terebratrix är en stekelart som beskrevs av Krieger 1914. Xanthopimpla terebratrix ingår i släktet Xanthopimpla och familjen brokparasitsteklar. Inga underarter finns listade i Catalogue of Life.